# ویلیام گیبسون (بازیکن هاکی روی یخ)
ویلیام گیبسون (انگلیسی: William Gibson; ۲۲ آوریل ۱۹۲۷ – ۲۹ اوت ۲۰۰۶) بازیکن هاکی روی یخ اهل کانادا بود.